# Charles Spencer
Charles Edward Maurice Spencer (London, 1964. május 20. –) Spencer 9. grófja, Diána walesi hercegné öccse.
1964. május 20-án született Spencer 8. grófja és Frances Ruth Roche, Fermoy 4. bárója leányának legkisebb gyermekeként, és egyetlen életben maradt fiaként, miután első fiuk, John 1960-ban, még csecsemőként meghalt. 1975 és 1992 között az Althorp vikomtja címet viselte édesapja révén, kinek halála utána ő lett Spencer 9. grófja. Három nővére közül már csak Sarah és Jane van életben Diana hercegné halála óta, akinek révén anyai nagybátyja Vilmos cambridge-i hercegnek és Henrik brit királyi hercegnek is.
Spencer édesanyja, Frances Burke Roche hosszú betegség után, 2004 nyarán hunyt el, 68 évesen, aki kénytelen volt átélni öt gyermeke közül kettő halálát is, és Charles-hoz hasonlóan ő sem volt túl szerencsés a házasságait illetően, mivel kétszeresen elvált asszonyként halt meg 12 évvel első férje, Spencer 8. grófjának halála után.

## Házasságai
1989-ben egy modellt, Victoria Lockwood-ot vette feleségül, akitől három lánya (Kitty 1990-ben, Eliza 1992-ben és Amelia, aki Eliza ikertestvére) és egy fia (Louis 1994-ben) született, ám 1997-ben elváltak.
Másodjára Caroline Freud-ot, egy tanárnőt választott házastársául 2002-ben, akitől egy fia (Edmund 2003-ban született) és egy lánya (Lara 2006-ban született) van, ám 2007-ben ez a házassága is válással végződött.
Jelenlegi felesége Karen Gordon, akit 2011-ben vett nőül.